# 神奈川県のシンボル一覧
神奈川県のシンボル一覧では、神奈川県の県や市区町村など自治体のシンボルの一覧を掲載する。自治体のシンボルとして制定された花・鳥・木・魚などの動植物、各自治体のキャッチフレーズなどを列挙する。シンボルが制定されていない場合は表記しない。なお、自治体一覧の順序は全国地方公共団体コード順による。
またあわせて、県歌・市町村歌（県内の政令指定都市の行政区の一部には区歌も制定されている）、自治体で公式に制定したマスコットキャラクター（非公式キャラクターは除く）などの一覧を列挙する。

## 神奈川県
出典：神奈川県のシンボル / 県民歌「光あらたに」
- 県の木：イチョウ
- 県の花：ヤマユリ
- 県の鳥：カモメ
- 県歌：光あらたに

## 政令指定都市

### 横浜市
出典：横浜市 き章・市の花
- 市の花：バラ
- 市の木：イチョウ、ケヤキ、サザンカ、サンゴジュ、シイ、ツバキ
- 市歌：横浜市歌[1]

#### 横浜市の行政区
鶴見区
- 区の木：サルスベリ
- 区の花：サルビア
- 区のマスコット： ワッくん（ワニ）

神奈川区
- 区の木：コブシ
- 区の花：チューリップ
- 区のマスコット：かめ太郎

西区
- 区の木：キンモクセイ
- 区の花：スイセン
- 区のマスコット：にしまろちゃん

中区
- 区の花：チューリップ
- 区のマスコット：スウィンギー

南区
- 区の花：さくら
- 区のキャッチフレーズ：南の風はあったかい
- 区のマスコット：みなっち

保土ケ谷区
- 区の花：スミレ
- 区の鳥：カルガモ
- 区のマスコット：カルガモ・カールズ

磯子区
- 区の木：ウメ
- 区の花：コスモス
- 区の歌：みんなのISOGO
- 区のマスコット：いそっぴ

金沢区
- 区の木：ヤマザクラ
- 区の花：ボタン (植物)
- 区のマスコット：ぼたんちゃん

港北区
- 区の木：ハナミズキ
- 区の花：ウメ
- 区のマスコット：ミズキー

戸塚区
- 区の花：サクラ
- 区のマスコット：ウナシー

港南区
- 区の木：クロガネモチ
- 区の花：ヒマワリ、アジサイ、キキョウ
- 区の鳥：シジュウカラ
- 区のマスコット：こう・なん・くぅ（コナン君）

旭区
- 区の木：ドウダンツツジ
- 区の花：アサガオ
- 区の虫：ホタル
- 区のマスコット：あさひくん

緑区
- 区の花：シラン
- 区のマスコット：ミドリン

瀬谷区
- 区の木：ケヤキ
- 区の花：アジサイ
- 区の鳥：オナガ
- 区のマスコット：せやまる（コノハズクファミリー）

栄区
- 区の花：キク
- 区の歌：栄区賛歌
- 区のマスコット：タッチーくん（いたち川のマスコット）

泉区
- 区の花：アヤメ
- 区の歌：泉区民音頭
- 区のマスコット：いっずん

青葉区
- 区の木：ヤマザクラ
- 区の花：ナシ
- 区のマスコット：なしかちゃん

都筑区
- 区の木：サルスベリ、モクセイ、ウメ、コナラ、シデ、ヤマモミジ、ヤマザクラ
- 区の花：サクラソウ
- 区の歌：「都筑音頭」「夢のつづき」
- 区のマスコット：つづきあい

### 川崎市
出典：川崎市プロフィール
- 市の木：ツバキ
- 市の花：ツツジ（川崎駅地下街「川崎アゼリア」はツツジの英名にちなむ）
- 市歌：川崎市歌[2]（歌詞を2回改訂している）
- 市民の歌：好きです かわさき 愛の街[3]

#### 川崎市の行政区
川崎区
- 区の木：銀杏、長十郎梨
- 区の花：ひまわり、ビオラ

幸区
- 区の木：ハナミズキ
- 区の花：ヤマブキ

中原区
- 区の花：パンジー
- 区のイメージソング：「この街のどこが好き？」なかはらの歌
- 区のマスコット：ロジーちゃん（なかはらエコ推進大使）

高津区
- 区の木：うめ
- 区の花：水仙

多摩区
- 区の木：ナシ、ハナミズキ
- 区の花：モモ、スミレ

宮前区
- 区の木：サクラ
- 区の花：コスモス
- 区のマスコット：宮前兄妹

麻生区
- 区の木：禅寺丸柿
- 区の花：ヤマユリ

### 相模原市
出典：相模原市 市のプロフィール シンボル
- 市の木：ケヤキ
- 市の花：アジサイ
- 市の鳥：ヒバリ
- 市の色：みどり
- 市歌：相模原市民の歌

## その他市部

### 横須賀市
出典：横須賀市 市の概要
- 市の木：オオシマザクラ
- 市の花：ハマユウ
- 市の歌：横須賀市歌
- 市のマスコット：スカリン

### 平塚市
- 市の木：クスノキ
- 市の花：ナデシコ
- 市のマスコット：くす丸くん、なっちゃん

### 鎌倉市
出典：鎌倉市 市政情報 鎌倉市の紹介、鎌倉市 市政情報 鎌倉市歌・鎌倉市愛唱歌
- 市の木：ヤマザクラ
- 市の花：リンドウ
- 市歌：鎌倉市歌
- 鎌倉市愛唱歌：夢ひかるわれらの鎌倉

### 藤沢市
出典：藤沢市 市のプロフィール、藤沢市歌
- 市の木：クロマツ
- 市の花：フジ
- 市の鳥：カワセミ
- 市の歌：藤沢市歌
- 市のマスコット：カワセミくん

### 小田原市
出典：小田原市 市のあらまし
- 市の木：クロマツ
- 市の花：ウメ
- 市の鳥：コアジサシ
- 市の魚：メダカ、アジ
- 市歌：小田原市歌

### 茅ヶ崎市
出典：茅ヶ崎市のあらまし
- 市の木：アカシア
- 市の花：ツツジ
- 市の鳥：シジュウカラ
- 市歌：茅ケ崎市歌

### 逗子市
出典：逗子市 市のシンボル
- 市の木：ツバキ
- 市の花：ホトトギス
- 市歌：逗子市歌

### 三浦市
出典：三浦市 市政情報 三浦市について
- 市の木：クロマツ
- 市の花：ハマユウ
- 市の鳥：ウミウ
- 市歌：三浦市歌

### 秦野市
出典：秦野市 市の木・市の花・市の鳥
- 市の木：サザンカ
- 市の花：ナデシコ
- 市の鳥：ウグイス

### 厚木市
出典：厚木市 市の概要
- 市の木：モミジ
- 市の花：サツキ
- 市のマスコット：あゆコロちゃん
- 市民の歌：厚木讃歌（市制30周年記念）

### 大和市
出典：大和市の紹介、大和市の宣言・憲章・市歌
- 市の木：ヤマザクラ
- 市の花：ノギク
- 市の鳥：オナガ
- 市のカラー：若みどり
- 市歌：大和市歌
- 市のマスコット：やまとフェアリー(もっく、かのん、みずべー、こころん)
- 市のイベントキャラクター：ヤマトン

### 伊勢原市
出典：伊勢原市 市の紹介、伊勢原市 PRソング
- 市の木：シイ
- 市の花：キキョウ
- 市の鳥：ヤマドリ
- 市のマスコット：クルリン
- 伊勢原市PRソング：We Love ISEHARA!

### 海老名市
出典：海老名市のあらまし
- 市の木：ツゲ
- 市の花：サツキ
- 市の鳥：カワラヒワ
- 市歌：わがまち海老名
- 市のマスコット：えび～にゃ

### 座間市
出典：座間市のシンボル
- 市の木：モクセイ
- 市の花：ヒマワリ
- 市の鳥：シジュウカラ
- 市の色：みどり（ビビッドグリーン）
- 市歌：WE LOVE ZAMA
- 市のマスコット：ざまりん

### 南足柄市
出典：南足柄市の紹介
- 市の木：サザンカ
- 市の花：リンドウ

### 綾瀬市
出典：綾瀬市 プロフィール
- 市の木：ヤマモミジ
- 市の花：バラ
- 市の鳥：カワセミ
- 市のマスコット：あやぴぃ
- 市のゆるキャラ：ブタッコリ～

## 町村部

### 葉山町
- 町の木：クロマツ
- 町の花：ツツジ
- 町の鳥：ウグイス
- 町歌：葉山町歌

### 寒川町
- 町の木：モクセイ
- 町の花：スイセン
- 町の鳥：ダイサギ

### 大磯町
- 町の木：クロマツ、サザンカ
- 町の花：ハマヒルガオ
- 町の鳥：カモメ

### 二宮町
- 町の木：ツバキ
- 町の花：カンナ

### 中井町
- 町の木：キンモクセイ
- 町の花：スイセン
- 町の鳥：メジロ

### 大井町
- 町の木：キンモクセイ
- 町の花：スイセン
- 町の鳥：メジロ
- 町のマスコット：すいっぴー

### 松田町
- 町の木：ナンテン
- 町の花：コスモス
- 町の鳥：セグロセキレイ
- 町のマスコット：コスモちゃん

### 山北町
- 町の木：ブナ
- 町の花：ヤマブキ
- 町の鳥：ヤマドリ

### 開成町
- 町の木：シイガシ
- 町の花：アジサイ
- 町のマスコット：あじさいちゃん、しいがしくん

### 愛川町
- 愛の木：カエデ
- 愛の花：ツツジ
- 町の鳥：カワセミ

### 清川村
- 村の木：イロハモミジ
- 村の花：ミツバツツジ
- 村の鳥：ウグイス